# 上海青浦刑務所
上海青浦刑務所（しゃんはいせいほけいむしょ、中: 上海市青浦监狱）とは、中華人民共和国上海市青浦区外青松公路7405号にある刑務所である。1994年12月24日に使用が開始された。敷地面積は約300畝であり、500人以上の警察官が監視している。

## 概要
青浦刑務所は、主に7年以上の有期刑を宣告された受刑囚を収監している。また、上海市における外国人男性犯罪者の収容施設として認定されており、年間約40か国の外国人犯罪者が収監されている。
上海監獄管理局のホームページによれば、青浦刑務所は、後勤区域や外国人犯罪者区域、高度警戒区域という3つの機能性区域を含め、9つの区域に分けられている。制限が付けられた犯罪者や危険度の高い犯罪者は、高度警戒区域に収監されている。刑務所の警察官は、安全系下記、刑務所管理、教育改造、労働改造という4つの警察チームに所属している。刑務所には15の機能部門があり、大まかに総合、事業、軍隊、保障の4分野に分かれている。
刑務所の説明によると、教育改造は「5+1+1」、すなわち5日間労働改造を、1日間集中学習を行い、残りの1日間休息をとらせるという制度を採用している。また、刑務所は51人の心理カウンセラーを採用しており、上海開放大学の通信教育システムを利用した学術教育を受刑者に行わせている。受刑者は無形文化遺産に登録されている伝統工芸の学習に参加することが出来る。青浦刑務所を出所した囚人の多くは、国や上海市の工芸大師となっているとされる。青浦刑務所の責任者によれば、受刑囚は自発的に労務作業に参加することで刑務所から一定の報酬を支払われ、日用品や親族との連絡のために報酬を使用することが認められている。囚人は、出所時に罰金を除いた残りの報酬を受け取ることが出来るとしている。
中国メディアによると、青浦刑務所は外国人受刑者のために、芸術祭やフードフェスティバルを企画しており、受刑者は舞台劇やダンス、歌唱に参加することが出来るとしている。

## 実態
この刑務所は外国人受刑者と中国人受刑者の管理を区別し、外国人受刑者の内政への要求を止めさせるという目的がある。例として、外国人受刑者に対して、漢字や中国の地理、歴史を意図的に学習させ、教育している。
青浦刑務所に収監され、サンデー・タイムズにレポートを執筆したピーター・ハンフリーは、青浦刑務所での強制労働を非難し、刑務所生活の悲惨さをBBCの取材にて次のことを語った。青浦刑務所には、外国人受刑者が約250人収監されており、1部屋あたり12人で生活していた。受刑者はひどく錆びた鉄製のベッドの上で、1 cm程の厚さしかないマットレスを敷いて寝ていた。部屋には冷暖房設備が備わっていなかったため、夏は極端に暑く、冬は極端に寒かった。受刑者は毎日午前5時30分から午前6時の間に起床し、午後9時30分に寝なければならなかった。収監当時である2015年時点では既に記述した通り、希望制であった労働作業が現在は強制になった。

## 強制労働の告発事件

### 事件発覚
2019年12月22日に、イギリスの大手スーパーマーケットチェーンであるテスコにて販売されていたクリスマスカードの中に、青浦刑務所での強制労働を示唆する外国人受刑者のメッセージが入っているのを購入したロンドン在住の少女が発見したことが報じられた。友人へのメッセージを書こうとしたときに発見したと報道されている。メッセージには、助けを求める文章とピーター・ハンフリーへの連絡を依頼する文章もあったため、少女の家族がハンフリーに連絡し、サンデー･タイムズが報じた。
このクリスマスカードは青浦刑務所から約100 km離れた浙江雲広印業の工場で製造されており、テスコは問題発覚の1ヶ月前に独自監査を行ったものの、受刑者の労働等の規定違反となる証拠は発見されなかったと説明している。この報道後、テスコは刑務所の受刑者が製造に関わることを認めないとし、同日、この工場で製造されたカードを売り場から撤去し、取引を中止した。その後、テスコと、同じ会社と取引していたオーストラリアのアパレル大手であるコットンオンは工場の調査を行った。

### 中国側の反論
中華人民共和国外交部の耿爽報道官は、翌日である12月23日の定例記者会見にて、青浦刑務所での外国人受刑者による強制労働の疑いを否定し、記者から質問された際には、報道はハンフリーの捏造であると回答した。
浙江雲広印業の責任者も青浦刑務所とは一切関係ないと回答したり、中傷であると強制労働を否定した。また、青浦刑務所の所長である李強も根も葉もない報道だとし、疑惑を否定した。

### 実行者の説明
12月29日には書いた本人として、元受刑者であるナイジェリア人の男性が名乗り出たとサンデー・タイムズが報じた。この男性は詐欺罪で4年の懲役刑が科され、事件の2か月前に出所した男性であった。ナイジェリアに帰国後に事件の報道が流れたため、自分が別の受刑者と共に書いたうちの1枚であると、サンデー・タイムズに連絡を取ったという。